# Shaushtatar

Het zegel van Shaushtatar

Shaushtatar, ook wel geschreven als Šauštatar, was koning van het Hurritische koninkrijk van Mitanni in de 15e eeuw v.Chr.
Shaushtatar was de zoon van Barattarna/Parsatatar en zijn zegel is gevonden in een brief uit het archief van Nuzi. In een verdrag van meer dan een eeuw later wordt beweerd dat Shaushtatar Assur, de Assyrische hoofdstad, geplunderd zou hebben. Naar verluidt zou hij de gouden deuren van het paleis naar zijn eigen hoofdstad Washshukanni gebracht hebben.